# William Waud
William Waud (1832 - 10 novembre 1878) est un architecte et illustrateur américain, d'origine britannique, notable pour les dessins qu'il réalisa comme correspondant de presse lors de la Guerre de Sécession.

## Carrière
William Waud, formé comme architecte en Angleterre, était un assistant de Sir Joseph Paxton et travailla à la conception du Crystal Palace pour l'exposition universelle de 1851. Bientôt après il a rejoint son frère, Alfred Waud, en Amérique. William a été employé la première fois avec le Frank Leslie's Illustrated Newspaper. Bien que travaillant en tant que « Special Artist » pour Leslie's, William a assumé le rôle de correspondant d'art dans le Sud, y compris l'inauguration de Jefferson Davis comme président de la Confédération et le bombardement de Fort Sumter. En 1864, Waud rejoignit le personnel du Harper's Weekly et travailla avec son frère Alfred (également avec Harper's) durant la campagne de Petersburg. Il couvrit la marche de Sherman vers la mer dans le Sud, et les obsèques d'Abraham Lincoln après la guerre.